# Hundsiefen
Hundsiefen ist ein Ortsteil im Stadtteil Bensberg von Bergisch Gladbach.

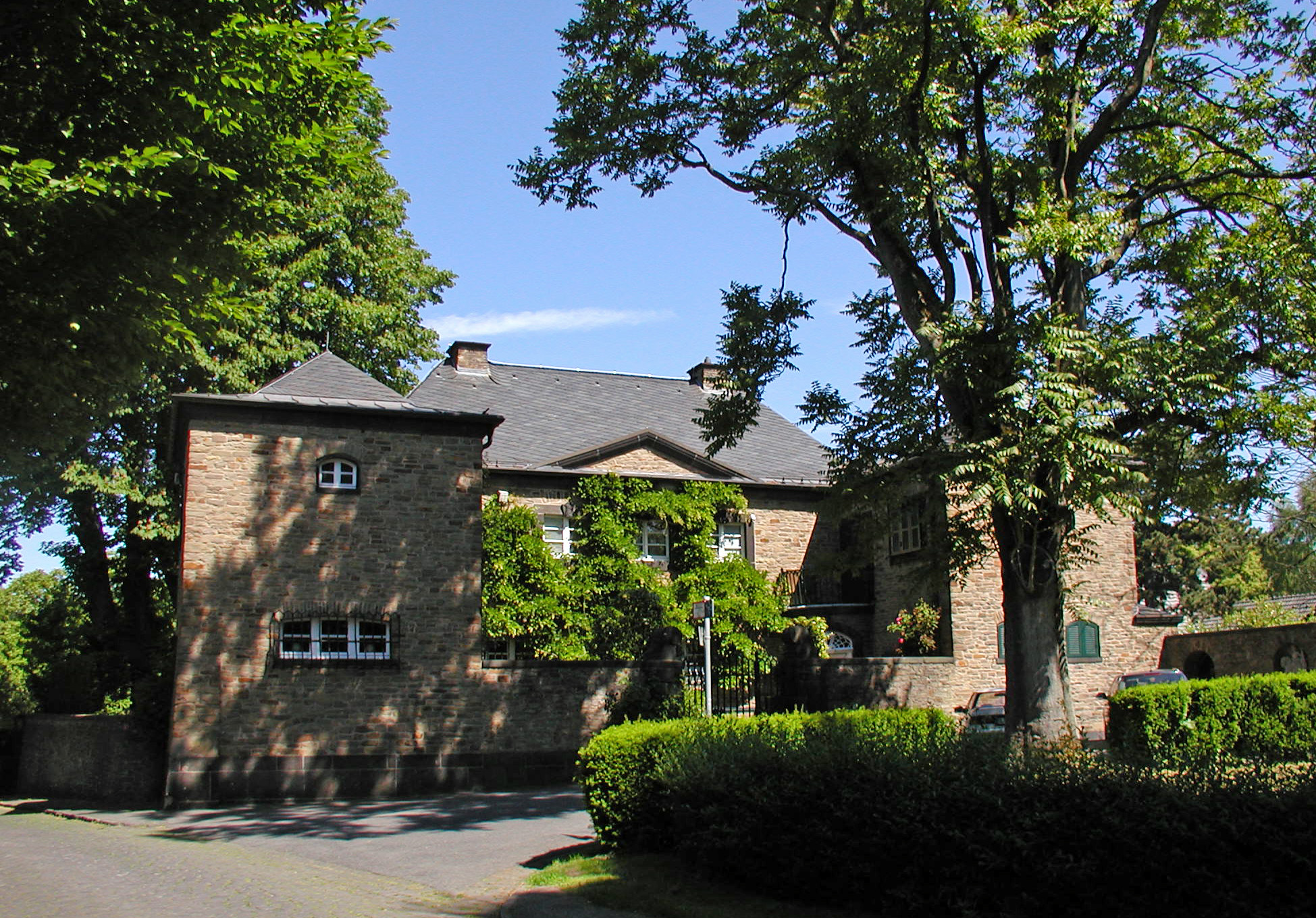
Das alte Hofgut Hundsiefen 2015

## Geschichte
Der Siedlungsname Hundsiefen   greift den mittelalterlichen Siedlungsnamen Hundsiefen auf, der im Urkataster als Hundsseifen verzeichnet ist. Der Hofverband Hundsiefen, zu dem auch Broichen gehörte,  hatte ein eigenes Hofgericht und wurde unter Herzog Adolf VII. von Jülich-Berg dem Stift St. Severin in Köln übereignet. In einem Protokoll des Hofgerichts vom 23. Mai 1715 findet sich für die Siedlung die Bezeichnung „hundtseiffen“. Im Zuge der Säkularisation wurde der Stift St. Severin 1802 aufgehoben.
Das Bestimmungswort Hund verweist in Flurnamen generell auf etwas Minderwertiges. Dabei kann es sich zum Beispiel um ein unfruchtbares Stück Land handeln. Ein Siefen ist ein meist schmales, feuchtes und schluchtartiges Kerbtal. Somit handelt es sich hier also um ein enges und für den Ackerbau nicht geeignetes Tal.

## Baudenkmal
Das sogenannte Haus Offermann, Hundsiefen 5, ist 1919 nach Plänen von Wilhelm Riphan für den Gerber Friedrich Offermann erbaut und unter Nr. 135 in die Liste der Baudenkmäler in Bergisch Gladbach eingetragen.